# Vincent Price
Vincent Price, teljes nevén ifj. Vincent Leonard Price (Junior) (St. Louis, 1911. május 27. – Los Angeles, 1993. október 25.) amerikai színpadi, rádió-, film- és televíziós színész, művészettörténész, műgyűjtő, író. Legismertebb szerepeit brit és amerikai horrorfilmekben alakította, de sokat szerepelt háborús, bűnügyi és kémfilmekben, film noirokban és filmvígjátékokban is. Több mint 100 filmben játszott. Jellegzetes orgánuma miatt idősebb korában keresett hangszínész lett, animációs filmhez adta hangját. A hollywoodi hírességek sétányán, a „Walk of Fame”-en két csillagot kapott, az egyiket mozifilmes, a másikat televíziós munkásságáért.

## Élete

### Származása, pályakezdése
Missouri államban, St. Louis-ban született. Apja idősebb Vincent Leonard Price (1871–1948), a National Candy Company elnöke, anyja Marguerite Cobb Wilcox) (1874–1946).
 
Nagypja, Vincent Clarence Price találta fel az első monokálium-tartarát alapú sütőport, amellyel megalapozta a családi vagyont. 
Price ősei Angliából és Walesből érkeztek, ő maga úgy tartotta, hogy egyik felmenője Peregrine White, aki 1620-ban a Mayflower hajó fedélzetén, Provincetown Harborban született, és akit máig az első fehér európai honfoglalónak tekintenek, aki már Massachusetts gyarmat területén jött világra.
Iskoláit St. Louisban és a connecticuti Milfordban végezte.
1933-ban a Yale Egyetemen diplomázott angol nyelvből és művészettörténetből.. Az egyetem humoros kiadványainak szerkesztőségében dolgozott.
A Yale-en kezdett tanítani, majd 1934-ben Londonba utazott. A Courtauld Institute of Art művészeti és műtárgy-restauráló kutatóintézetben akart doktorátust szerezni művészettörténetből, de ehelyett színésznek állt. 1935-ben debütált Londonban, Orson Welles Mercury Színházában. Az 1930-aas évek végén amerikai színpadokon is szerepelt. Finom, úri angol kiejtésével Price az angol történelmi tárgyú színdarabok és filmek keresett szereplőjévé vált.

### Színészi pályája
Első filmszerepét 1938-ban kapta, a  Luxuskiszolgálás c. amerikai vigjáték egyik főszerepében. Karakterszínészként szerepelt filmdrámákban, bűnügyi filmek, film noir-okban, így a Bernadette-ben (1943), a Valakit megöltek-ben (1944), A mennyország kulcsában (1944), a Halálos bűn-ben (1945), A Sárkányvár asszonyában (1946) és Cecil B. DeMille rendező 1956-os Tízparancsolat című nagyszabású, kosztümos történelmi filmeposzában, Yul Brynnerrel és Charlton Hestonnal. Úriembereket, rendőrtiszteket, határozott, nyugodt, kimért, távolságtartó, titokzatos és nyugtalanító karaktereket alakított.
Az 1950-es évek elejétől megalapozta hírnevét a horrorfilmes mezőnyben. Jól felismerhető, azonosítható figuraként jelent meg, és gyorsan a műfaj népszerű sztárjává vált. Első ilyen főszerepét a Panoptikum – A viaszbabák háza-ban (1953) játszotta, majd sorra kapta más sikeres horrorfilmek főszerepeit: A légy-ben (1958) és A légy visszatér-ben (1959) – ezeknek későbbi remake-je lett David Cronenberg A légy c. 1986-os horrorfilmje, Jeff Goldblum főszereplésével, – a Ház a Kísértet-hegyen-ben (1959), A bizsergető-ben (1959), Az utolsó ember a Földön-ben (1964), a Boszorkányvadász generális-ban (1968), és a Shakespeare-i gyilkosságok-ban (1973).
Legnépszerűbb alakításait Roger Corman rendezőtől kapta, aki Edgar Allan Poe műveiből készített film-thrillereket, így Az Usher-ház bukását (1960), A kút és az ingát (1961) és A vörös halál álarcát (1964). Price néha megjelent televíziós sorozatokban is, pl. 1966–1968 között a Batman-sorozatban.
Pályája későbbi szakaszában animációs filmek hasonló típusú karaktereinek kölcsönözte hangját, így pl. 1982-ben Michael Jackson Thriller c. albumának több dalában, köztük a címadó Thrillerben ő mondta a háttér-narrációt. 1986-ban Walt Disney: Basil, a híres egérdetektív című klasszikus animációs filmjének angol nyelvű változatában az ő hangján szólt a gonosz Ratigan professzor.
1987-ben Lindsay Anderson rendező Bálnák augusztusban című filmdrámájában Mr. Maranov megformálásáért az Independent Award legjobb férfi mellékszereplőnek járó díjára jelölték. Utolsó jelentős filmszerepét 1990-ben Tim Burton rendező Ollókezű Edward c. romantikus drámafantáziájában játszotta.

### Műgyűjtő, mecénás és ínyenc
Nagy műgyűjtő volt. Diplomás művészettörténészként műtárgyak szakértőjeként is működött, könyveket és szakcikkeket írt, lektorált. 1957-ben tett adományaiból alakult meg a Los Angeles-i East Los Angeles College műgyűjteménye, amelynek javára Price később is tett adományokat. A gyűjteményt később az adományozóról Vincent Price Art Museum-nak neveztek el.
Híres ínyenc volt, jól főzött, kiadott egy szakácskönyvet is, „Cooking Price-Wise” címmel.

### Elismerései
A filmművészet terén teljesített életművéért több speciális díjat kapott, az Academy of Science Fiction, Fantasy and Horror Films szervezettől és a Fantasporto fesztiváltól. Megkapta a Bram Stoker-díjat, és a Los Angeles-i filmkritikusok szövetségének díját. Össze nem téveszthető (mai szóval „ikonikus”) orgánumával több rádiójáték, hangoskönyv és  animációs film hangszínésze, dokumentumfilmek narrátora volt. Hangszínészi munkájáért már 1959-ben jelölték a legjobb beszélt hangnak járó Grammy-díjra.

### Magánélete
Price háromszor nősült. Első házasságát 1938-ban kötötte Edith Barrett (1907–1977) színésznővel, 1940-ben egy fiuk született, Vincent Barrett Price, aki V.B. Price néven költő és újságíró lett. A szülők 1948-ban elváltak.
Második házasságát 1949-ben kötötte Eleanor Mary Grant (1917–2002) jelmez- és divattervezővel. 1962-ben egy lányuk született, Victoria Price, aki író és előadóművész lett. Keresztnevét apjának 1936-os első nagy színpadi sikere, a Victoria Regina színdarab emlékére kapta, ahol Price Albert szász–coburgi herceget, Viktória királynő férjét alakította. A házasfelek 1973-ben elváltak.
1974-ben Price harmadszor is megnősült, Coral Browne (1913–1991) ausztráliai származású amerikai színésznőt vette feleségül, akivel az 1973-as Shakespeare-i gyilkosságok című horrofilmben együtt játszottak, Browne volt Price egyik filmbéli áldozata. Browne 1991-ben elhunyt, a 80 esztendős Price nem nősült meg újra.
Price 1993-ban Los Angeles-i otthonában, 82 éves korában hunyt el, tüdőrák következtében.

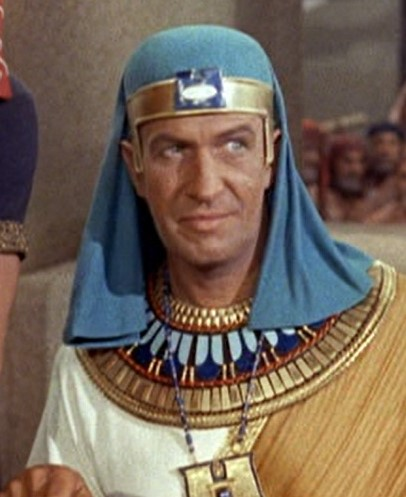
Baka szerepében a Tízparancsolatban (1956)

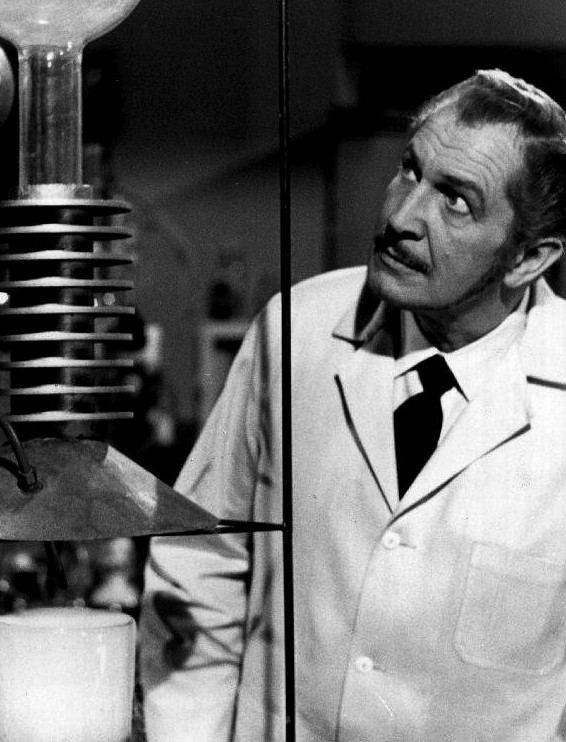
Dr. Pym szerepében a A balfácánban (1969)

## Főbb filmszerepei
- 1938: Luxuskiszolgálás (Service de Luxe), Robert Wade
- 1939: Szerelem és vérpad (The Private Lives of Elizabeth and Essex), Sir Walter Raleigh
- 1939: III. Richárd (Tower of London), Clarence hercege
- 1940: A láthatatlan ember visszatér (The Invisible Man Returns), Geoffrey Radcliffe
- 1940: A zöld pokol (Green Hell), David Richardson
- 1940: A titkok kastélya (The House of the Seven Gables), Clifford Pyncheon
- 1943: Bernadette (The Song of Bernadette), Vital Dutour ügyész
- 1944: Valakit megöltek (Laura), Shelby Carpenter
- 1944: A mennyország kulcsa (The Keys of the Kingdom), Angus Mealey
- 1945: Halálos bűn (Leave Her to Heaven), Russell Quinton
- 1946: A Sárkányvár asszonya (Dragonwyck), Nicholas Van Ryn
- 1948: Up in Central Park, William Marcy „Boss” Tweed
- 1948: Bud Abbott és Lou Costello találkozik Frankensteinnel (Bud Abbott Lou Costello Meet Frankenstein), a Láthatatlan Ember hangja
- 1948: A három testőr (The Three Musketeers), Richelieu bíboros
- 1949: Bagdad, Ali Nadim pasa
- 1951: Tipikus nő (His Kind of Woman), Mark Cardigan
- 1953: Panoptikum – A viaszbabák háza (House of Wax), Henry Jarrod professzor
- 1954: The Mad Magician, Don Gallico
- 1955: Son of Sinbad, Omar Khajjám
- 1956: Amíg a város alszik (While the City Sleeps), Walter Kyne
- 1956: Tízparancsolat (The Ten Commandments), Baka
- 1957: Alfred Hitchcock bemutatja, tévésorozat, The Perfect Crime, Charles Courtney
- 1958: A légy (The Fly), François Delambre
- 1959: Ház a Kísértet-hegyen (House on Haunted Hill), Frederick Loren
- 1959: Nagycirkusz (The Big Circus), Hans Hagenfeld
- 1959: A bizsergető (The Tingler), Dr. Warren Chapin
- 1959: A légy visszatér (Return of the Fly), Francois Delambre
- 1960: Az Usher-ház bukása (House of Usher), Roderick Usher
- 1961: A világ ura (Master of the World), Hódító Robur
- 1961: A kút és az inga (Pit and the Pendulum), Nicholas Medina / Sebastian Medina
- 1961: Gordon, a fekete kalóz (Gordon, il pirata nero), Romero
- 1962: Confessions of an Opium Eater, Gilbert De Quincey
- 1962: Rémtörténetek (Tales of Terror), Locke / Fortunato Luchresi / Ernest Valdemar
- 1962: Tower of London, Gloucester Richárd
- 1963: A holló (The Raven), Dr. Erasmus Craven
- 1963: Egy őrült naplója (Diary of a Madman), Simon Cordier városi tanácsos
- 1963: Ribik póráz nélkül (Beach Party), Big Daddy
- 1963: A kísértetkastély (The Haunted Palace), Charles Dexter Ward / Joseph Curwen
- 1963: Életrekeltett mesék (Twice-Told Tales), Alex Medbourne / Dr. Giacomo Rappaccini / Gerald Pyncheon
- 1963: A rémület komédiája (The Comedy of Terrors), Waldo Trumbull
- 1964: Az utolsó ember a Földön (The Last Man on Earth), Dr. Robert Morgan
- 1964: A vörös halál álarca (The Masque of the Red Death), Prospero herceg
- 1964: Ligeia sírboltja (The Tomb of Ligeia), Verden Fell
- 1965: Dr. Goldfoot és a Bikini-gép (Dr. Goldfoot and the Bikini Machine), Dr. Goldfoot
- 1965: The Wild Weird World of Dr. Goldfoot, Dr. Goldfoot
- 1966: Dr. Goldfoot és a lánybombák (Le spie vengono dal semifreddo), Dr. Goldfoot / General Willis
- 1967: Az ezer öröm háza (La casa de las mil muñecas), Felix Manderville
- 1966–1968: Batman, Egghead
- 1968: Boszorkányvadász generális (Witchfinder General), Matthew Hopkins
- 1968: Különleges történetek (Histoires extraordinaires), narrátor (angol hang)
- 1969: Életre-halálra (More Dead Than Alive), Dan Ruffalo
- 1969: Gond van a lányokkal (The Trouble with Girls), Mr. Morality
- 1969: A balfácán (Get Smart), tévésorozat, 1 epizód, Dr. Jarvis Pym
- 1971: A förtelmes Dr. Phibes (The Abominable Dr. Phibes), Dr. Anton Phibes
- 1972: Dr. Phibes visszatér (Dr. Phibes Rises Again), Dr. Anton Phibes
- 1973: Shakespeare-i gyilkosságok (Theatre of Blood), Edward Lionheart
- 1973: Columbo, tévésorozat, Lovely But Lethal epizód, David Lang
- 1974: Őrültek háza (Madhouse), Paul Toombes
- 1978: Szerelemhajó (The Love Boat), tévésorozat, Wendell Mordan / The Amazing Alonzo
- 1981: Szörnyeteg klub (The Monster Club), Eramus
- 1981: Porontyjárat (Bustin’ Loose ), alkoholista szerelő
- 1983: Hosszú árnyak (House of the Long Shadows), Lionel Grisbane
- 1983: Jancsi és Juliska (Hansel and Gretel), tévéfilmházigazda
- 1985: Scooby-Doo és a 13 szellem (The 13 Ghosts of Scooby-Doo), animációs tévé-minisorozat, Vincent VanGhoul (angol hang)
- 1986: Basil, a híres egérdetektív (The Great Mouse Detective), animáció, Ratigan professzor (angol hang)
- 1987: Bálnák augusztusban (The Whales of August), Mr. Maranov
- 1987: Sparky csodazongorája (Sparky’s Magic Piano), animáció, Henry (angol hang)
- 1988: Nyugodjak békében (Dead Heat), Arthur P. Loudermilk
- 1990: A szemtanú nyomában (Catchfire), Mr. Avoca
- 1990: Ollókezű Edward (Edward Scissorhands), a feltaláló
- 1992: A nyomozó (The Heart of Justice), tévésorozat, Reggie Shaw
- 1993: Half Hour to Kill, tévésorozat, Gene Wolcott (2002-ben mutatták be)

## Kiadott művei
- Vincent Price. I Like What I Know – A Visual Autobiography. New York: Doubleday (1959). ISBN 978-1504042161
- Vincent Price. The book of Joe; about a dog and his man. Doubleday (1961). OCLC 1292943
- Vincent Price, Mary Grant-Price. A Treasury of Great Recipes, Illustrated by Fritz Kredel, Bernard Geis Associates (1965). ISBN 978-1121111134
- Vincent Price, Mary Grant-Price. Mary and Vincent Price Present A National Treasury of Cookery. Heirloom Publishing Company (1967). OCLC 1450485
- Vincent Price, Mary Grant-Price. Come Into the Kitchen Cook Book: A Collector’s Treasury of America’s Great Recipes. Stravon Educational Press (1969). ISBN 087-3960203
- Vincent Price. Cooking Price-wise with Vincent Price. Corgi Children’s Ed. (1971). ISBN 055-2086657
- The Vincent Price treasury of American art. Online Computer Library Center, Inc. (1972). ISBN 978-0872940314. OCLC 539027
- Vincent Price: His Movies, His Plays, His Life. Doubleday & Co (1978). ISBN 0385115946

## További információ
- Vincent Price a PORT.hu-n (magyarul)
- Vincent Price az Internetes Szinkronadatbázisban (magyarul)
- Vincent Price az Internet Movie Database-ben (angolul)
- Vincent Price a Rotten Tomatoeson (angolul)
- Vincent Price az AlloCiné weboldalán (franciául)
- Vincent Price Profile. Famousfix.com. (Hozzáférés: 2023. január 18.)